# Porto Papel
Porto Papel (em espanhol Puerto Papel ou em inglês Paper Port) é uma série de televisão brasileira-chilena-argentina-colombiana em stop motion, exibida no Brasil pelo canal TV Brasil e TV Cultura Toda Terça às 8:30 , Chile pelo canal TVN, Colômbia pelo canal Señal Colombia, pelo canal Paka Paka na Argentina[], pelo canal RTP2 em Portugal, pelo canal Sony Yay! na Índia e pelo canal ABC Me na Austrália. Também é exibido na Ásia pela HBO Family. A primeira temporada foi ao ar no dia 26 de setembro de 2016 e terminou no dia 31 de outubro de 2016, foi confirmada uma segunda temporada no Brasil. Marcada para estrear em 21 de janeiro de 2019 na TV Cultura, depois de sua exibição no Chile.

## Histórico
Porto Papel foi coproduzida com o TV Cultura ao lado dos canais argentino colombiano e chileno na qual o trabalho durou 3 anos.  Criada para as crianças de 4 a 8 anos, a série gira em torno de Matilde, uma garota de 12 anos que vai passar as férias na casa do avô, um pirata de 120 anos que tem um peixe falante chamado Mortimer, na cidade de Porto Papel, lá ela encontra Carlos, um skatista, Ferni, uma menina viciada em tecnologia e Boldo, um menino geek que gosta de documentários e de músicas do gênero Eletro Polka, Matilde faz de tudo pra manter os seus poderes.
A série usa um estilo de stop motion com paper toys, o estilo foi nomeado pelos produtores de papermotion. .

## Dublagem
- Matilde - Flávia Saddy
- Carlos - Luciano Monteiro
- Barbacrespa - Júlio Chaves
- Mortimer - Ricardo Schnetzer
- Ferni - Luiza Cezar
- Boldo - Renan Freitas
- Chefe Haroldo - Mário Jorge de Andrade
- Tropécio - Philippe Maia
- Menino Pirulito - Arthur Salerno

Estúdio de dublagem: Ponto Filmes (Alcatéia/Gramophone)

## Personagens

### Principais
- Matilde - Uma menina amiga de Carlos e neta de Barbacrespa. A menina de 12 anos passa as férias a contragosto na casa de seu avô porem descobre que tem superpoderes após tocar em um coco mágico e a cada dia muda os seus poderes não são exatamente úteis, nem controláveis. Um dia, é capaz de mudar o clima com um espirro, noutro, põe fogo nas coisas toda vez que diz a palavra “queijo”.
- Carlos  - Um jovem  amigo de Matilde, ele é bem bobo e adora andar de Skates e tem o sonho de conhecer seu ídulo de Skates. Só ele que sabe que Matilde tem superpoderes.
- Ferni - Uma menina amiga de Matilde que na maioria das vezes é vista usando seu Notebook. Na segunda temporada ela descobre os superpoderes de Matilde.
- Boldo - Um jovem amigo de Matilde, ele é inteligente e seu pai é um milionário. E assim como Ferni na segunda temporada ele descobre que Matilde tem superpoderes.

### Secundários
- Barbacrespa - É o avô de Matilde. Este senhor de 120 anos, no passado foi pirata e é saúdavel graças ao Coco Magico.
- Mortimer - É grande e sábio peixe-mero amigo de Barbacrespa desde que ele era um pirata e consegue falar devido ao Coco Magico ter caído na sua cabeça.
- Coco Magico - É um coco com magia e foi ele quem deu superpoderes a Matilde além de ter tornado Barbacrespa saúdavel e dado a Mortimer a habilidade de falar. Na segunda temporada ele acaba ficando sem energia e acaba teoricamente morrendo.
- Chefe Haroldo - É um policial do porto Papel onde fica pegando criminosos e comendo rosquinha e fica dando multas de alguém que viola a lei inclusive Matilde e Carlos.
- Tropecio Fergson - É o milionário e pai de Boldo onde planeja vender botões de elevador contando árvores. No Ep 26, Tropecio se enfureceu com as árvores e cortou todas elas e vendeu botões de elevador e ficou rico até que Encontrou coco mágico e usou poder pra transformar alguém em botão de elevador e domina o Porto Papel mas foi derrotado quando Matilde deseja que tudo volte ao normal.

## Exibição Internacional
| Países         | Emissoras                                     |
| -------------- | --------------------------------------------- |
| Chile          | Televisión Nacional de Chile e Discovery Kids |
| Brasil         | Gloob, TV Brasil, TV Cultura                  |
| Argentina      | Paka Paka e Discovery Kids                    |
| Colômbia       | Señal Colombia e Discovery Kids               |
| Portugal       | RTP2                                          |
| Índia          | Sony Yay!                                     |
| Austrália      | ABC Me                                        |
| Ásia           | HBO Family                                    |
| América Latina | Discovery Kids                                |

## Lista de episódios
| Temporadas | Nº de Episódios | Data de estreia (Brasil) | Data de finalização (Brasil) |
| ---------- | --------------- | ------------------------ | ---------------------------- |
| 1          | 26              | 26 de setembro de 2016   | 31 de outubro de 2016        |
| 2          | 26              | 21 de janeiro de 2019    | 10 de abril de 2019          |

### 1ª temporada (2016)
| Nº | Episódios                                                         | Sinopse | Data de estreia (Brasil) |
| -- | ----------------------------------------------------------------- | --- | ------------------------ |
| 1  | Todos Os Dias Matilde                                             | Matilde chega a Porto Papel para passar suas férias de verão na casa de seu avô, o pirata centenário Barbacrespa. Ao chegar, ela acidentalmente recebe poderes de um Coco Mágico.                         | 26 de setembro de 2016   |
| 2  | Espirros Climáticos                                               | Matilde, Carlos, Ferni e Boldo resolvem fazer um piquenique no bosque da cidade para aproveitar o dia ensolarado. Carlos mostra a ela seu novo bicho de estimação que desperta em Matilde uma alergia.    | 27 de setembro de 2016   |
| 3  | Arrotos Do Tempo                                                  | Matilde, Carlos, Boldo e Ferni passam a noite inteira jogando videogames e bebendo refrigerante. Quando Barbacrespa vai repreendê-los por isso, Matilde arrota e paralisa o tempo.                        | 28 de setembro de 2016   |
| 4  | Suco De Emoções                                                   | Carlos quer assistir seu ídolo do skate Bob Jock no estádio da cidade, mas os ingressos custam muito caro. Então, ele e seus amigos resolvem montar uma barraquinha de sucos.                             | 29 de setembro de 2016   |
| 5  | Riso, Mentiras E Videotape                                        | Depois de passar a noite assistindo um compilado dos “Comediantes Cômicos”, Matilde acorda com o poder de ser a pessoa mais engraçada de Porto Papel.                                                     | 30 de setembro de 2016   |
| 6  | O Riso Do Sumiço                                                  | Matilde está prestes a ter uma revelação sobre como controlar seus poderes em seu sonho quando é acordada pelos pombos que Barbacrespa está fazendo sair de sua cartola.                                  | 3 de outubro de 2016     |
| 7  | Teletransportilde                                                 | Matilde resolve fazer um piquenique no bosque com seus amigos, mas seus planos vão por água abaixo quando Chefe Haroldo convoca as crianças para uma palestra sobre profissões.                           | 4 de outubro de 2016     |
| 8  | O Dia Nacional Do Queijo                                          | Matilde acorda com a notícia de que é Dia Nacional do Queijo – uma tradição Portopapelina comemorada há anos. Mas seu poder do dia pode estragar a comemoração da cidade.                                 | 5 de outubro de 2016     |
| 9  | A Maldição Do Palavrão                                            | Carlos e Matilde querem assistir um filme proibido para menores de 13 anos por conter o maior palavrão do mundo. Disfarçados, eles entram na sala de cinema e ficam impressionados com o palavrão.        | 6 de outubro de 2016     |
| 10 | Corra, Matilde, Corra                                             | Corra, Matilde, Corra | 7 de outubro de 2016     |
| 11 | Amor De Papel                                                     | Matilde descobre que seu poder do dia é captar sinais de ondas eletromagnéticas através de uma antena que nasceu em sua cabeça.                                                                           | 10 de outubro de 2016    |
| 12 | A Vida Secreta Das Árvores                                        | Matilde, Carlos, Boldo e Ferni resolvem acampar no bosque da cidade, onde Matilde acaba perdendo sua mochila.                                                                                             | 11 de outubro de 2016    |
| 13 | A Grande Aposta                                                   | Matilde vence todos os jogos que se propõe a jogar, mas de maneira trapaceira, já que seu poder do dia é justamente ter sorte. Ela não acredita que este seja seu poder, e resolve desafiar todos.        | 12 de outubro de 2016    |
| 14 | Detetives De Papel                                                | O poder de Matilde a transporta, junto com Carlos, para o universo de uma série de detetives. Lá, eles precisam investigar o sumiço de Mortimer, o peixe mascote de Barbacrespa.                          | 13 de outubro de 2016    |
| 15 | O Boneco                                                          | Barbacrespa pede para Matilde arrumar seu quarto e quando ela começa a guardar suas coisas, a menina encontra um boneco que não se lembra de ter ganhado ou levado para a casa de seu avô.                | 14 de outubro de 2016    |
| 16 | Insônia                                                           | Matilde não consegue dormir depois que Carlos trocou seu chocolate quente por café. Seu poder do dia faz com que o Sol não saia e a noite se estenda por todo o dia.                                      | 17 de outubro de 2016    |
| 17 | Uma História De Batata                                            | Matilde e Carlos estão pregando peças nas pessoas da cidade quando Chefe Haroldo os detém e os obriga a fazer trabalho comunitário.                                                                       | 18 de outubro de 2016    |
| 18 | Patente Pendente                                                  | Barbacrespa revela a Matilde que eles estão passando por problemas financeiros e, para ajuda-lo a sair da crise, Matilde faz alguns cálculos que resolvem a situação.                                     | 19 de outubro de 2016    |
| 19 | O Mistério                                                        | Os amigos de Matilde agem de maneira suspeita o dia todo e ela resolve investigar o que está acontecendo.                                                                                                 | 20 de outubro de 2016    |
| 20 | Vida Sobre Rodas                                                  | Carlos quer participar da segunda edição do Campeonato de Skate da cidade e realizar seu sonho de conhecer Bob Jock, seu ídolo do esporte. Mas suas habilidades no skate não são muito grandes.           | 21 de outubro de 2016    |
| 21 | Matilde, A Aborrecente                                            | Matilde amanhece com uma espinha em seu rosto e pede ajuda de Ferni para se livrar dela, já que não quer ser motivo de piada entre seus amigos.                                                           | 24 de outubro de 2016    |
| 22 | O Retorno De Norman "Malcheiroso" Gamboa II: 2ª Parte, A Vingança | Norman “Malcheiroso” Gamboa volta a Porto Papel para tentar roubar os poderes de Matilde. Dessa vez, ele pede ajuda para o Menino Pirulito.                                                               | 25 de outubro de 2016    |
| 23 | Troca De Papel                                                    | Matilde quer jogar videogame e acaba atrapalhando Barbacrespa, que precisa se concentrar para buscar um emprego.                                                                                          | 26 de outubro de 2016    |
| 24 | Porto De Oh                                                       | O poder de Matilde de hoje faz com que ela interprete livremente os contos clássicos da literatura. Durante um piquenique noturno com Barbacrespa, Carlos e Mortimer,ela conta a história do Porto de Oh. | 27 de outubro de 2016    |
| 25 | O Fim Do Verão – Parte I                                          | Depois de ser perseguida por uma dúzia de ovos podres, Matilde revela para Carlos que não aguenta mais seus poderes e que desejaria nunca tê-los tido.                                                    | 28 de outubro de 2016    |
| 26 | O Fim Do Verão – Parte II                                         | Continuação do episódio anterior. Mortimer leva Matilde para conhecer o que aconteceu com Porto Papel depois que ela recusou os poderes do Coco Mágico.                                                   | 31 de outubro de 2016    |

### 2ª temporada (2019)
| Nº(s) | Nº(t) | Episódios                         | Sinopse | Data de estreia (Brasil) |
| ----- | ----- | --------------------------------- | --- | ------------------------ |
| 27    | 1     | O Último Verão da Terra           | Matilde volta a Porto Papel e seus poderes são imediatamente reativados. Desesperada ao descobrir que todo mundo sabe seu segredo, Matilde tem uma explosão de poder e transforma todos em zumbis.         | 21 de janeiro de 2019    |
| 28    | 2     | Outra História De Batata          | Sr. Batatelli visita Porto Papel. Tropecio alega que, segundo a lei portopapelina, o tubérculo pertence a ele. Matilde ajuda a convencê-lo de que batatas também merecem os mesmos direitos e liberdades.  | 22 de janeiro de 2019    |
| 29    | 3     | Multilde                          | Com o poder de “vomitar” versões de si mesma, Matilde decide criar um exército de clones para ajudá-la não só com as tarefas domésticas, mas também para ajudar a todos os habitantes de Porto Papel.      | 23 de janeiro de 2019    |
| 30    | 4     | Segredos E Skates                 | Bobby Jok volta a Porto Papel para um show de manobras de skate. Com o poder de atravessar paredes, Matilde e seus amigos entram no camarim e descobrem que as habilidades de Bobby são falsas.            | 24 de janeiro de 2019    |
| 31    | 5     | Boa Jogada,Matilde                | Matilde e Carlos são trasportados para o novo jogo virtual criado por Ferni.Mas as ações dos dois dentro do jogo passam a repercurtir na vida real. Agora eles prescisaram salvar Porto Papel.             | 25 de Janeiro de 2019    |
| 32    | 6     | Amor sem Penas                    | Matilde toca em um pássaro e da o poder de falar. Acontece que a Ave é líder de uma comunidade de Pássaros que invadem Porto Papel para resgata-lá.                                                        | 28 de Janeiro de 2019    |
| 33    | 7     | Uma Loba Pré-Adolescente          | Ao Tentar andar de Bicicleta, Matilde Recorda um momento Traumático na Infância no qual viu um lobo quando passeava com seu pai.Isso Ativa o Seu Poder que transforma ela em uma menina Loba               | 29 de Janeiro de 2019    |
| 34    | 8     | Além da Imaginação                | Matilde se Chateia ao ver que Carlos,Ferni e Boldo veem os seus poderes como uma diversão. Assim através dele,ela faz com que eles vejam realidades paralelas onde quem tem poderes são eles.              | 30 de Janeiro de 2019    |
| 35    | 9     | Cantando no Papel                 | Matilde tem o Poder de Cantar e tudo sai em forma de rimas e canções,como se estivesse em um musical. Carlos filma ela com o seu celular e logo os vídeos viralizam.                                       | 31 de Janeiro de 2019    |
| 36    | 10    | A Vida dos Outros                 | Enquanto Assite Tv,Matilde descobre tem o poder de ver a vida dos habitantes de Porto Papel. É assim que ela conhece mais a vida de Mamarara.                                                              | 01 de fevereiro de 2019  |
| 37    | 11    | Eu,Chefe Haroldo                  | Norman e Bubolino se aproveitam de Chefe Haroldo e o envolvem num plano para roubar a estátua da praça da cidade, sem saber que a real intenção é libertar um ser preso no interior da estátua.            | 04 de fevereiro de 2019  |
| 38    | 12    | De Volta á Porto Papel - Parte I  | Neste Episódio Duplo,Conhecemos mais sobre o Passado de Babarcrespa.Um Velho Conhecido seu,Capitão Corrugado,volta a Porto Papel em busca de Vingança e dos Poderes de Matilde                             | 05 de fevereiro de 2019  |
| 39    | 13    | De Volta á Porto Papel - Parte II | Neste episódio duplo, descobrimos um pouco mais sobre o passado de Barbacrespa. Um velho conhecido seu, Capitão Corrugado, volta à Porto Papel em busca de vingança e dos poderes de Matilde.              | 06 de fevereiro de 2019  |
| 40    | 14    | Matzilla                          | Matilde é transformada em uma gigante e, para evitar problemas, decide fugir de Porto Papel. Na jornada, conhece Arnold, um gigante que quer destruir a cidade para que Matilde fique com ele para sempre. | 25 de março de 2019      |
| 41    | 15    | A Menina-Peixe                    | Matilde, que não sabe nadar, acaba virando uma menina-peixe. No fundo do mar, ela conhece peixes que veem Mortimer como uma divindade, e precisa convencê-los de que ele é um peixe comum.                 | 26 de março de 2019      |
| 42    | 16    | Papermon                          | Matilde e Carlos, graças ao poder de Matilde, podem se tornar treinadores das estranhas criaturas do programa “Papemon”. As coisas saem do controle quando os papemons se rebelam, desecandeando o caos.   | 27 de março de 2019      |
| 43    | 17    | Febre De Papel                    | Matilde está com febre e seu poder faz com que a temperatura suba a cada minuto. Para salvar Porto Papel de um grande incêndio, Ferni, Boldo e Carlos diminuem de tamanho e entram no corpo de Matilde.    | 28 de março de 2019      |
| 44    | 18    | O Prefeito                        | As leis de Porto Papel não permitem que Matilde e seus amigos se divirtam e eles percebem que não existe um prefeito na cidade. Eleições são organizadas mas o resultado não sai como esperado.            | 29 de março de 2019      |
| 45    | 19    | O Retorno De Bobby Jok            | Bobby Jock volta para se vingar de Carlos depois de ter seus ossos quebrados. Seu plano é apagar a memória de todos os amigos de Carlos para que ele fique sozinho.                                        | 1 de abril de 2019       |
| 46    | 20    | Onde Vivem Os Papemonstros        | O poder de Matilde faz tudo que ela escreve se tornar realidade. Matilde inventa uma história e se torna rainha de uma ilha onde vivem Papemonstros, que farão de tudo para que ela não saia de lá.        | 2 de abril de 2019       |
| 47    | 21    | Os Anos Papeltásticos             | O poder de Matilde transforma um carrossel defeituoso em uma máquina do tempo que envia ela e Ferni ao passado. Lá, Matilde conhece sua avó e descobre um grande segredo de Barbacrespa.                   | 3 de abril de 2019       |
| 48    | 22    | O Big Bang De Papel               | O poder de Matilde faz com que o dia de todos em Porto Papel seja como um episódio de uma série de comédia.                                                                                                | 4 de abril de 2019       |
| 49    | 23    | A Pata Púrpura Do Porto           | Matilde passa o dia no cinema assistindo ao novo filme de seu ídolo. Seu poder faz com que o ator saia da tela e os dois vivem muitas aventuras, mas ele precisa voltar, ou desaparecerá para sempre.      | 5 de abril de 2019       |
| 50    | 24    | Mecânica Popular                  | A viatura do Chefe Haroldo ganha vida e se revolta ao ver que foi trocada por um modelo mais novo. O poder de Matilde dá vida a todos os veículos de Porto Papel e uma revolução mecânica se inicia.       | 8 de abril de 2019       |
| 51    | 25    | Até O Fim Do Papel, Parte 1       | O Capitão Corrugado volta da dimensão de Cristal com um segundo Artefato Mágico, que junto aos poderes de Matilde lhe dariam o controle absoluto do papemundo.                                             | 9 de abril de 2019       |
| 52    | 26    | Até O Fim Do Papel, Parte 2       | Para vencer o Capitão Corrugado, Boldo propõe abrir um portal interdimensional e sair em busca de um terceiro Artefato Mágico. O futuro do papemundo está em jogo e cabe à Matilde salvá-lo.               | 10 de abril de 2019      |